# 谢尔瓦勒
谢尔瓦勒（法語：Cherval，法語發音：[ʃɛʁval]）是法国多尔多涅省的一个市镇，属于佩里格区。

## 地理
谢尔瓦勒（45°23'41"N, 0°22'28"E）面积18.71 平方千米，位于法国新阿基坦大区多爾多涅省，该省份为法国西南部内陆省份，是法國本土面积第三大的省，大致对应佩里戈尔地区，北起顺时针与夏朗德省、上维埃纳省、科雷兹省、洛特省、洛特-加龙省、吉倫特省和滨海夏朗德省接壤。
与谢尔瓦勒接壤的市镇（或旧市镇、城区）包括：拉沙佩勒-格雷西尼亚克、香槟和方丹、古-罗西尼奥勒、拉图尔布朗什-塞尔克勒、韦尔泰亚克、圣马夏尔维韦罗勒。

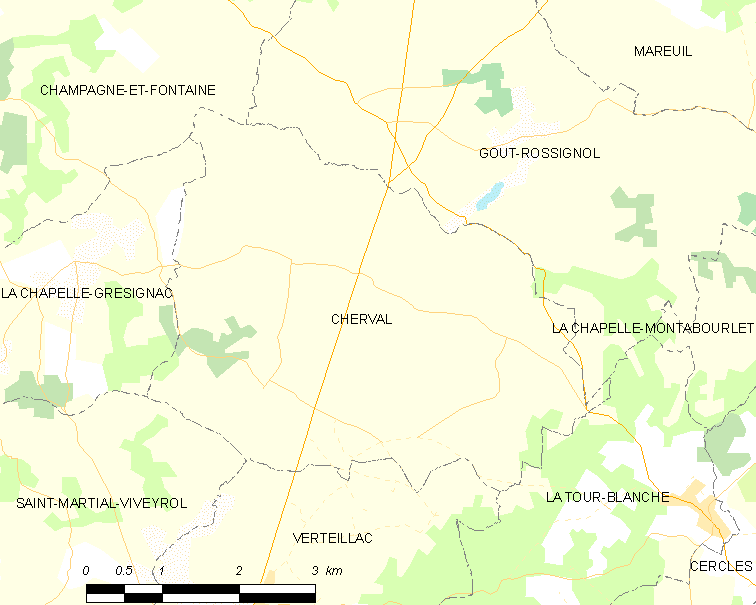
谢尔瓦勒的OSM定位图

谢尔瓦勒的时区为UTC+01:00、UTC+02:00（夏令时）。

## 行政
谢尔瓦勒的邮政编码为24320，INSEE市镇编码为24119。

## 政治
谢尔瓦勒所属的省级选区为里贝拉克县。

## 人口

1962-2008年间谢尔瓦勒人口变化图示

谢尔瓦勒于2022年1月1日时的人口数量为226人。